# 50 Pułk Piechoty Strzelców Kresowych
 50 Pułk Piechoty Strzelców Kresowych im. Francesco Nullo (50 pp) – oddział piechoty Armii Polskiej we Francji i Wojska Polskiego II RP.

## Formowanie i zmiany organizacyjne
Tradycje Pułku sięgają ostatnich dni grudnia 1918, kiedy to na ziemi włoskiej w La Mandria di Chivasso powstał Pułk Polski im. Francesco Nullo, złożony z ochotników Polaków, byłych jeńców z armii austriackiej 18 lutego 1919. Pułk wyjechał do Francji, gdzie formowała się „Błękitna Armia”, stając się zawiązkiem dla kilku nowych oddziałów. Pierwszy baon pułku, uzupełniony ochotnikami z Ameryki, Francji i obozów włoskich, otrzymał nazwę 8 pułku strzelców polskich im. Francesco Nullo i wszedł w skład 3 Dywizji Strzelców Polskich armii gen. Hallera. Po przybyciu do Ojczyzny Pułk skoncentrowany został w okolicy Modlina 11 maja 1919. Po zjednoczeniu armii krajowej z armią gen. Hallera, Pułk otrzymał swą ostateczną nazwę: 50 pułk piechoty Strzelców Kresowych im. Francesco Nullo. W czerwcu 1919 Pułk wszedł w skład 13 Dywizji Piechoty powstałej na bazie 1 Dywizji Strzelców Polskich i został skierowany na front ukraiński.
W grudniu 1919 batalion zapasowy pułku stacjonował w Dubnie.
| Obsada personalna pułku w 1920 | Obsada personalna pułku w 1920                |
| Stanowisko                     | Stopień, imię i nazwisko                      |
| ------------------------------ | --------------------------------------------- |
| Dowódca                        | ppłk Adolf Paąualen (do 29 V)                 |
| Dowódca                        | mjr Zygmunt Polak (do 11 VIII)                |
| Dowódca                        | ppłk Rudolf Siwy (od 11 VIII)                 |
| Adiutant                       | por./kpt. Piotr Sosialuk                      |
| Oficer broni (i oświatowy)     | ppor. Artur Lorek                             |
| Oficer gazowy                  | pchor. Wojciech Niemiec                       |
| Oficer łączności               | ppor. Jan Karol Ćwiertnia                     |
| Oficer taborów pułku           | ppor. Bronisław Koczab                        |
| Kapelan                        | ks. Wilhelm Kappel                            |
| Lekarz                         | por. lek. Władysław Sawicz                    |
| Kapelmistrz                    | kpt. Ignacy Singer (do 29 V)                  |
| Dowódca I batalionu            | kpt. Piotr Sosialuk?                          |
| Dowódca I batalionu            | kpt. Teofil Gregorczyk (V – 10 VII)           |
| Dowódca I batalionu            | kpt. Roman Siła-Nowicki                       |
| Dowódca I batalionu            | kpt. Teofil Gregorczyk (X)                    |
| Dowódca I batalionu            | por. Mieczysław Mroczkowski                   |
| Oficer gazowy                  | pchor. Józef Podolski                         |
| Lekarz                         | ppor. san./lek. Stanisław Bogdalski (do 29 V) |
| Lekarz                         | ppor. podlek. Fryderyk Grund                  |
| Oficer gospodarczy             | ppor. Karol Bieszczanin                       |
| Oficer prowiantowy             | ppor. Henryk Budziński                        |
| Dowódca 1 kompanii             | kpt. Teofil Gregorczyk                        |
| Dowódca 2 kompanii             | ppor. Julian Dotzauer                         |
| Dowódca 3 kompanii             | ppor. Kazimierz Bazielich                     |
| Dowódca 4 kompanii             | ppor. Adolf Swoboda                           |
| Dowódca 4 kompanii             | por. Walerian Orłowski                        |
| Dowódca 1 kompanii km          | ppor. Konstanty Pszczółkowski                 |
| Oficer baonu                   | ppor. Jan Balcer                              |
| Oficer baonu                   | ppor. Stefan Dziurzyński                      |
| Oficer baonu                   | ppor. Konstanty Godziszewski († 29 V)         |
| Oficer baonu                   | ppor. Adolf Kramarz (do 23 VII)               |
| Oficer baonu                   | ppor. Mikołaj Milewski                        |
| Oficer baonu                   | ppor. Ryszard Pankiewicz                      |
| Oficer baonu                   | ppor. Izrael Schreier (do 10 VII)             |
| Oficer baonu                   | ppor. Tadeusz Kantor                          |
| Dowódca II batalionu           | mjr/ppłk Leon Juchniewicz († 29 V)            |
| Dowódca II batalionu           | kpt. Walerian Orłowski                        |
| Dowódca II batalionu           | mjr Józef Kozieradzki (X)                     |
| Dowódca 5 kompanii             | ppor. Julian Olejnos                          |
| Dowódca 6 kompanii             | por. Bronisław Wojtylak († 29 V)              |
| Dowódca 7 kompanii             | ppor./por. Stanisław Gorczyca († 29 V)        |
| Dowódca 7 kompanii             | por. Franciszek Kuźniar († 29 V)?             |
| Dowódca 8 kompanii             | por. Stefan Bydliński († 29 V)                |
| Dowódca 8 kompanii             | ppor. Marian Mnerka († 29 V) ?                |
| Dowódca 2 kompanii km          | N.N.                                          |
| Oficer baonu                   | por. Tadeusz Sagatowski († 29 V)              |
| Oficer baonu                   | ppor. Kazimierz Bajorski († 29 V)             |
| Oficer baonu                   | ppor, Rudolf Breneisen († 29 V)               |
| Oficer baonu                   | ppor. Marian Dytrych († 29 V)                 |
| Oficer baonu                   | ppor. Franciszek Graca († 29 V)               |
| Dowódca III batalionu          | mjr Zygmunt Polak                             |
| Dowódca III batalionu          | por. Roman Saloni                             |
| Lekarz                         | por. dr Jakub Eichler                         |
| Oficer gazowy                  | pchor. Wiesław Batorski                       |
| Oficer gospodarczy             | ppor. Emil Lustig                             |
| Dowódca 9 kompanii             | ppor. Tadeusz Boryczko                        |
| Dowódca 9 kompanii             | por. Mieczysław Mroczkowski? (12 kp)          |
| Dowódca plutonu                | ppor. Wacław Tomaszewski                      |
| Dowódca 10 kompanii            | ppor. Albin Rogalski                          |
| Dowódca 11 kompanii            | ppor. Jan Lasociński                          |
| Dowódca 12 kompanii            | por. Roman Saloni ?                           |
| Dowódca 12 kompanii            | por. Mieczysław Mroczkowski                   |
| Dowódca plutonu                | ppor. Józef Kobyliński                        |
| Dowódca 3 kompanii km          | ppor. Karol Marcinkowski                      |
| Dowódca plutonu                | ppor. Józef Kalejta                           |
| Oficer baonu                   | ppor. Jan Boehm († 11 VI)                     |
| Oficer baonu                   | ppor. Józef Głowacki († 31 V)                 |
| Dowódca kompanii technicznej   | ppor. Piotr Litwin                            |
| Oficer pułku                   | ppor. Kazimierz Bazielich                     |
| Oficer pułku                   | ppor. Antoni Bielski (do 10 VI)               |
| Oficer pułku                   | ppor. Maciej Hobert                           |
| Oficer pułku                   | ppor. Stanisław Lewiński (do 10 VII)          |
| Oficer pułku                   | ppor. Hugon Piotrowski                        |
| Oficer pułku                   | ppor. Maksymilian VogeI (do 30 VII?)          |
| Oficer pułku                   | ppor. Józef Zuchowicz                         |
| Oficer pułku                   | pchor. Glazur                                 |
| Oficer pułku                   | pchor. Józef Kulczycki                        |
| Lekarz (przydział nieustalony) | por. lek. dr Jakub Bychner                    |
| Dowódca batalionu zapasowego   | mjr Wiktor Matczyński                         |

## Pułk w walkach o granice
21 lipca 1919 pułk wyruszył na front południowy w okolice Tarnopola, w połowie sierpnia brał udział w działaniach zaczepnych na rzece Horyń. Po przejściowym pobycie na linii demarkacyjnej polsko-ukraińskiej nad rzeką Chamar, pułk został 1 stycznia 1920 przesunięty nad rzekę Słucz do obszaru Starokonstantynowa, a następnie do Równego.
W wyprawie kijowskiej walczył pod Cymbałówką, Ferdynandowem, Kordyłówką i Kotiużyńcami. 16 maja przygotował do obrony linię Spiczyńce-Andruszów-Oczyłków. Rozpoczęła się letnia ofensywa sowiecka. Pod Nowo Żywotowem i Medówką pułk toczył zażarte walki z kawalerią bolszewicką Konarmii Budionnego. Odwrót pułku przebiegał na kierunku rzeka Ikwa – rzeka Zbrucz. Ciężkie walki stoczył w obronie Zbaraża (20-25.07.1920 r.)
20 lipca, zgodnie z rozkazem dowódcy 13 Dywizji Piechoty, 50 pułk piechoty Strzelców Kresowych mjr. Zygmunta Polaka opuścił linię Zbrucza i wycofywał się w kierunku na Zbaraż i Mazurowce. Zgodnie z informacjami zawartymi w rozkazie, miasto miało być obsadzone przez oddziały 12 Dywizji Piechoty, a 50 pp miał przejść do odwodu i przyjąć zaopatrzenie. Po ciężkich walkach składał się tylko z III batalionu, kompanii saperów i kompanii technicznej. W sumie liczył około 350 „bagnetów”.
Własne rozpoznanie doniosło, że w promieniu dziesięciu kilometrów od Zbaraża nie ma własnych oddziałów. Zatem pułk rozpoczął przygotowania do obrony. Po południu pod miasto podeszły pierwsze ubezpieczenia 189 pułku strzelców. Około 16.00 artyleria sowiecka otworzyła ogień, a po artyleryjskim przygotowaniu ataku, od strony Łubianek i Kretowiec, do natarcia przystąpiły bataliony sowieckiego pułku strzelców i kawaleria. Pierwsze natarcie odparto. Sowieci zaatakowali o zmierzchu, ale i ten atak został powstrzymany ogniem polskiej piechoty. Przez pięć kolejnych dni pod Zbarażem dochodziło tylko do starć patroli. W godzinach nocnych 25 lipca cztery szwadrony kawalerii i kompania piechoty obeszły stanowiska polskie i wdarły się do miasta. Dowódca pułku osobiście poprowadził do kontrataku 12 kompanię i kompanię saperów. Polacy wyparli Sowietów z miasta, ale w związku z ogólną sytuacją, a przede wszystkim z klęską 12 Dywizji Piechoty pod Wołoczyskami, dowódca 13 Dywizji Piechoty nakazał opuścić miasto i wycofać się za Seret do rejonu Horodyszcza. Nad ranem 26 lipca pułk nie niepokojony przez nieprzyjaciela odszedł na nowe pozycje obronne.
Po walkach wycofał się przez rz. Seret do Lwowa. Podczas kontrofensywy sierpniowej pułk uczestniczył w odcięciu drogi odwrotu Konarmii Budionnego.
Podczas działań wojennych 1919-1920 roku Pułk stracił około 1500 żołnierzy.

### Mapy walk pułku

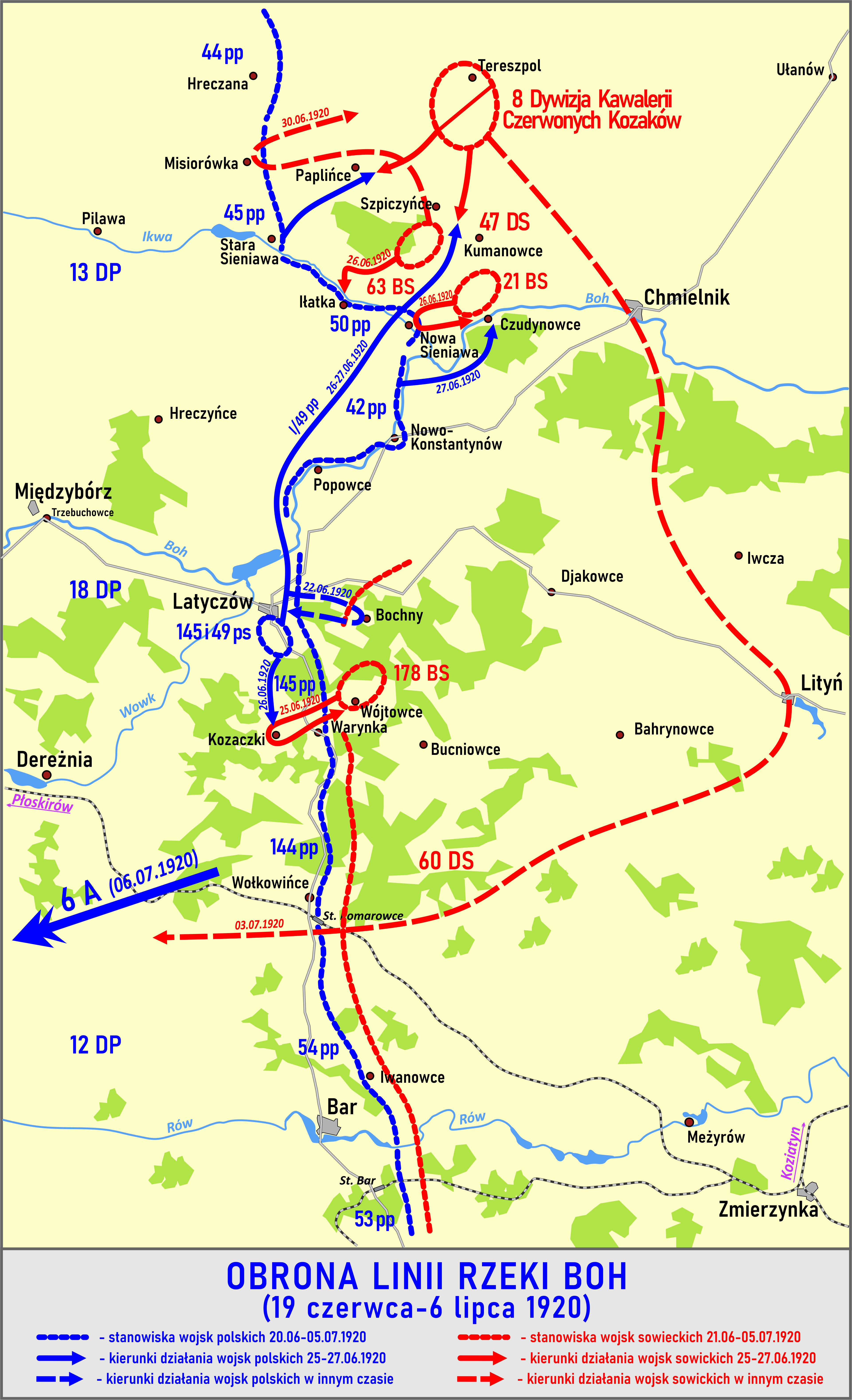
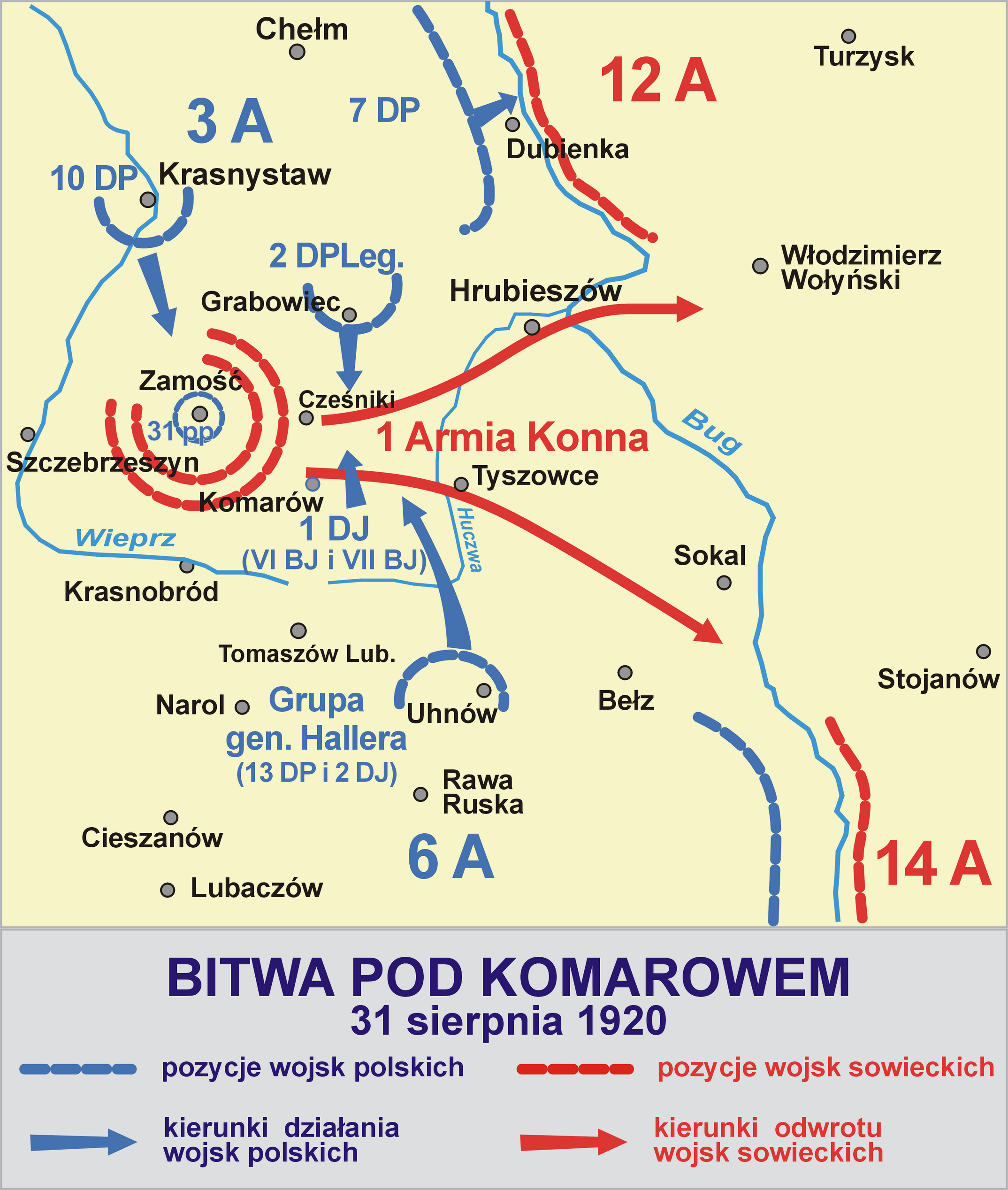

### Kawalerowie Virtuti Militari
| Żołnierze pułku odznaczeni Krzyżem Srebrnym Orderu Wojskowego Virtuti Militari za wojnę 1918-1920: | Żołnierze pułku odznaczeni Krzyżem Srebrnym Orderu Wojskowego Virtuti Militari za wojnę 1918-1920: | Żołnierze pułku odznaczeni Krzyżem Srebrnym Orderu Wojskowego Virtuti Militari za wojnę 1918-1920: |
| -------------------------------------------------------------------------------------------------- | -------------------------------------------------------------------------------------------------- | -------------------------------------------------------------------------------------------------- |
| ppor. Boryczko Tadeusz                                                                             | ppor. Böhm Jan                                                                                     | sierż. Cegielski Tomasz                                                                            |
| ppor. Cichalewski Seweryn                                                                          | szer. Ciechacki Józef                                                                              | kpt. Julian Dotzauer                                                                               |
| sierż. Dymek Piotr                                                                                 | szer. Dziumbelak Teodor                                                                            | kpr. Firek Jan                                                                                     |
| ppor. Godziszewski Konstanty                                                                       | plut. Gołąb Grzegorz                                                                               | ppor. Graca Franciszek                                                                             |
| chor. Janusz Karol                                                                                 | ppłk. Juchniewicz Leon                                                                             | plut. Korzeniowski Franciszek                                                                      |
| szer. Nikodem Kujawa                                                                               | sierż. Kurzac Francziszek                                                                          | plut. Jan Lis nr 3164                                                                              |
| mjr dr Matczyński Wiktor                                                                           | kpt. Mroczkowski Mieczysław                                                                        | chor. Niemiec Wojciech                                                                             |
| chor. Piróg Wojciech                                                                               | śp. plut. Jan Radwański                                                                            | kpt. Albin Rogalski                                                                                |
| kpt. Roman Saloni                                                                                  | sierż. Sobota Jan                                                                                  | plut. Sudo Jan                                                                                     |
| chor. Szczerbian Józef                                                                             | pchor. Wolniewicz Piotr                                                                            | szer. Zimoleżyński Walerjan                                                                        |
| sierż. Zubek Mikołaj                                                                               | | |

Ponadto 24 oficerów i 140 szeregowych zostało odznaczonych Krzyżem Walecznych.

## Pułk w okresie pokoju

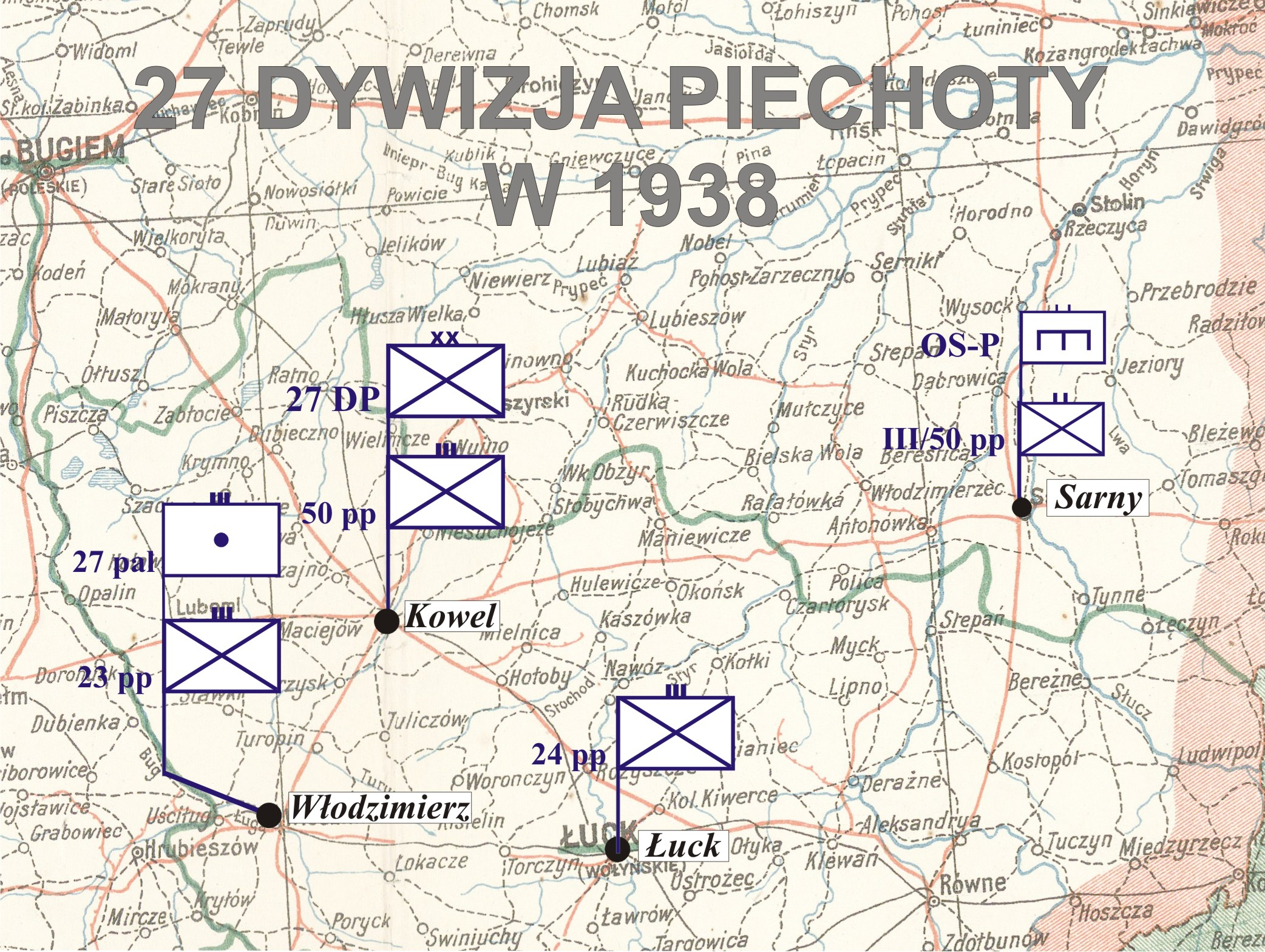

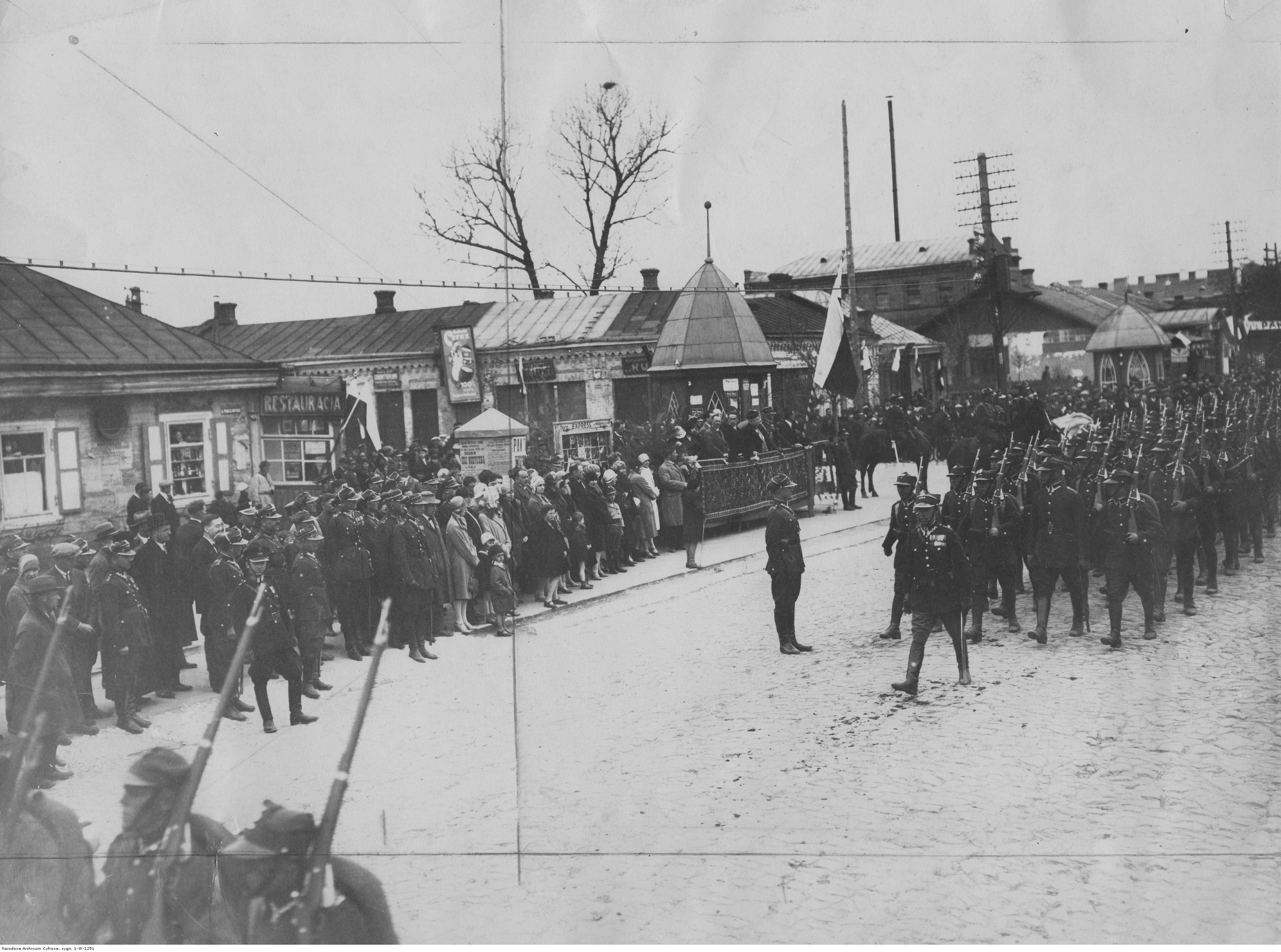
Święto 50 pp w Kowlu 11 maja 1929 – defilada. Na trybunie gen. Jerzy Wołkowicki

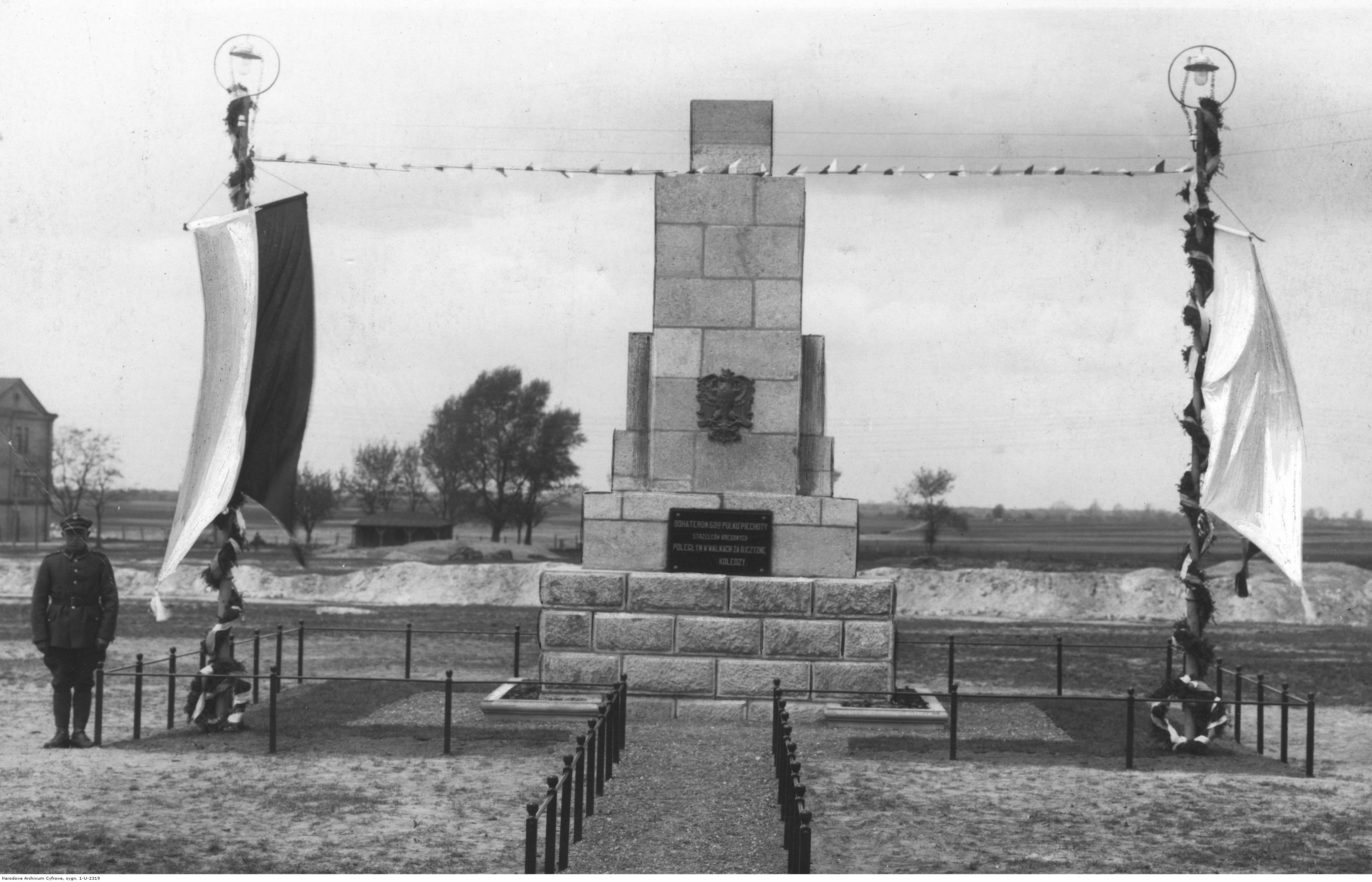
Pomnik 50 pp Strzelców Kresowych w Kowlu

W październiku 1921 pułk wyłączony został ze składu 13 DP i podporządkowany dowódcy nowo powstałej 27 Dywizji Piechoty. Na pokojowy garnizon wyznaczone zostało leżące na terenie Okręgu Korpusu Nr II miasto Kowel (III baon stacjonował w Sarnach).
19 maja 1927 roku Minister Spraw Wojskowych marszałek Polski Józef Piłsudski ustalił i zatwierdził dzień 11 maja, jako datę święta pułkowego. Pułk obchodził swoje święto w rocznicę powrotu jednostki do Ojczyzny w 1919 roku.
Na podstawie rozkazu wykonawczego Ministerstwa Spraw Wojskowych do Departamentu Piechoty o wprowadzeniu organizacji piechoty na stopie pokojowej PS 10-50 z 1930 roku, w Wojsku Polskim wprowadzono trzy typy pułków piechoty. 50 pułk piechoty zaliczony został do typu I pułków piechoty (tzw. „normalnych”). W każdym roku otrzymywał około 610 rekrutów. Stan osobowy pułku wynosił 56 oficerów oraz 1500 podoficerów i szeregowców. W okresie zimowym posiadał batalion starszego rocznika, batalion szkolny i skadrowany, w okresie letnim zaś batalion starszego rocznika i dwa bataliony poborowych. W tym czasie wprowadzono też dodatkowo kompanię karabinów maszynowych. Stan pułku powiększył się o 4 oficerów, 13 podoficerów, 120 szeregowców i 12 karabinów maszynowych.W pułku zorganizowano też specjalną kompanię dla opóźnionych, która szkoliła rekrutów dla potrzeb całego DOK. Żołnierze ci wcześniej z różnych przyczyn opóźnili swoje stawiennictwo w macierzystej jednostce.
W dniach 5 – 11 grudnia 1924, w Sarnach, została przeprowadzona próbna mobilizacja 28 stycznia 1925 dowódca Okręgu Korpusu Nr II, generał dywizji Jan Romer udzielił pochwały dowódcy baonu majorowi Bronisławowi Polityńskiemu za „celowe zorganizowanie przygotowań mobilizacyjnych”.
Mobilizację pułku przeprowadzono w dniach 14–16 sierpnia 1939, a po jej zakończeniu oddział przetransportowany został koleją w rejon Bydgoszczy, a następnie w rejon Osiecznej k. Starogardu. Tam wszedł w skład Korpusu Interwencyjnego, którego zadaniem było działanie w przypadku puczu hitlerowskiego w Wolnym Mieście Gdańsku. 31 sierpnia został przekazany Armii „Pomorze” gen. dyw. Władysława Bortnowskiego.
| Obsada personalna i struktura organizacyjna w marcu 1939 | Obsada personalna i struktura organizacyjna w marcu 1939 |
| -------------------------------------------------------- | -------------------------------------------------------- |
| dowódca pułku                                            | ppłk dypl. Adam Werschner                                |
| I zastępca dowódcy                                       | vacat                                                    |
| adiutant                                                 | kpt. Bolesław Gucma                                      |
| starszy lekarz                                           | kpt. dr Władysław Jan Sułek                              |
| młodszy lekarz                                           | vacat                                                    |
| oficer placu Kowel                                       | vacat                                                    |
| II zastępca dowódcy (kwatermistrz)                       | mjr Piotr Antoni Kiełkowski                              |
| oficer mobilizacyjny                                     | kpt. adm. (piech.) Stefan Marian Bydliński               |
| zastępca oficera mobilizacyjnego                         | kpt. adm. (piech.) Wiktor Chmielewski                    |
| oficer administracyjno-materiałowy                       | por Jan Werenicz                                         |
| oficer gospodarczy                                       | kpt. int. Rudolf Szpak                                   |
| oficer żywnościowy                                       | chor. Wojciech Niemiec                                   |
| oficer taborowy                                          | kpt. tab. Marian Świrszczewski                           |
| kapelmistrz                                              | por. adm. (kapelm.) Stanisław Czapiewski                 |
| dowódca plutonu łączności                                | por. Józef Ukleja                                        |
| dowódca plutonu pionierów                                | por. Józef Brzozowski                                    |
| dowódca plutonu artylerii piechoty                       | vacat                                                    |
| dowódca plutonu ppanc.                                   | por. Edward Romuald Zwoliński                            |
| dowódca oddziału zwiadu                                  | vacat                                                    |
| I batalion                                               |                                                          |
| dowódca batalionu                                        | mjr Kazimierz II Mazurkiewicz                            |
| dowódca 1 kompanii                                       | por. Alojzy Izydor Kuta                                  |
| dowódca plutonu                                          | por Julian Cichocki                                      |
| dowódca plutonu                                          | ppor. Mieczysław Marian Kipp                             |
| dowódca plutonu                                          | ppor. Józef Lech Władysław Samoliński                    |
| dowódca 2 kompanii                                       | kpt. Włodzimierz Pasiecznicki                            |
| dowódca plutonu                                          | chor. Jan Piszko                                         |
| dowódca 3 kompanii                                       | kpt. Adam II Grzybowski                                  |
| dowódca plutonu                                          | ppor. Stanisław I Pietruszka                             |
| dowódca 1 kompanii km                                    | kpt. Adam Kuźnicki                                       |
| dowódca plutonu                                          | ppor. Jakub Bobiński                                     |
| dowódca 4 kompanii km                                    | por. Kazimierz Józef Głąb                                |
| II batalion                                              |                                                          |
| dowódca batalionu                                        | mjr Henryk Stanisław Pachoński                           |
| dowódca 4 kompanii                                       | por Witold Henryk Zalewski                               |
| dowódca plutonu                                          | ppor. Tadeusz Kozłowski                                  |
| dowódca plutonu                                          | ppor. Jan Mizerski                                       |
| dowódca plutonu                                          | ppor. Józef Reguła                                       |
| dowódca 5 kompanii                                       | por. Tadeusz Piechociński                                |
| dowódca plutonu                                          | por Wacław Pietrzak                                      |
| dowódca plutonu                                          | ppor. Marian Fąferek                                     |
| dowódca plutonu                                          | ppor. Antoni Tucki                                       |
| dowódca 6 kompanii                                       | kpt. Zdzisław Kazimierz Szafran                          |
| dowódca 2 kompanii km                                    | kpt. Zdzisław Wiktor Kuczyński                           |
| dowódca plutonu                                          | por. Piotr Sudnik                                        |
| III batalion                                             |                                                          |
| dowódca batalionu                                        | ppłk Zdzisław Tadeusz Sieczkowski                        |
| adiutant batalionu                                       | p.o. kpt. adm. (piech.) Adam Romański                    |
| pomocnik dowódcy baonu ds. gosp.                         | kpt. adm. (piech.) Adam Romański (*)                     |
| lekarz batalionu                                         | por. lek. Zygmunt Kosiłowicz                             |
| dowódca 7 kompanii                                       | por. Antoni Soja                                         |
| dowódca plutonu                                          | ppor. Leon Sinicki                                       |
| dowódca 8 kompanii                                       | kpt. Aleksander Romański                                 |
| dowódca plutonu                                          | por. Kazimierz Nowak                                     |
| dowódca plutonu                                          | ppor. Adolf Jadwisak                                     |
| dowódca plutonu                                          | chor. Jan Glazur                                         |
| dowódca 9 kompanii                                       | por. Marian Bolesław Bauer                               |
| dowódca plutonu                                          | por. Tadeusz Pokropowicz                                 |
| dowódca 3 kompanii km                                    | kpt. Tadeusz Stefan Estkowski                            |
| dowódca plutonu                                          | por. Leon Ośka                                           |
| na kursie                                                | por. Józef Remigiusz Skwierczyński                       |
| na kursie                                                | por. Jerzy Kiciński                                      |
| 50 kompania wartownicza „Czerkasy ”                      |                                                          |
| dowódca                                                  | kpt. adm. (piech.) Stanisław Piotr Mielecki              |
| zastępca dowódcy                                         | chor. Andrzej Piróg                                      |
| Dywizyjny Kurs Dla Podoficerów Nadterminowych 27 DP      |                                                          |
| dowódca                                                  | kpt. Władysław Wiatr                                     |
| dowódca plutonu                                          | ppor. Józef Adamiak                                      |
| 50 obwód przysposobienia wojskowego „Kowel”              |                                                          |
| kmdt obwodowy PW                                         | kpt. piech. Mieczysław Jan Olszański(*)                  |
| kmdt powiatowy PW Kowel                                  | por. piech. Walerian Mielczarek(*)                       |
| zca kmdta PW Kowel                                       | ppor. kontr. piech. Jozef Piotr Naróg                    |
| kmdt powiatowy PW Włodzimierz                            | kpt. adm. (piech.) Leon Ptasznik(*)                      |
| zca kmdta PW Włodzimierz                                 | por. kontr. piech. Adam Cimek                            |
| kmdt powiatowy PW Kamień Koszyrski                       | por. piech. Bolesław Piotr Flisiuk(*)                    |

## 50 pp w kampanii wrześniowej 1939

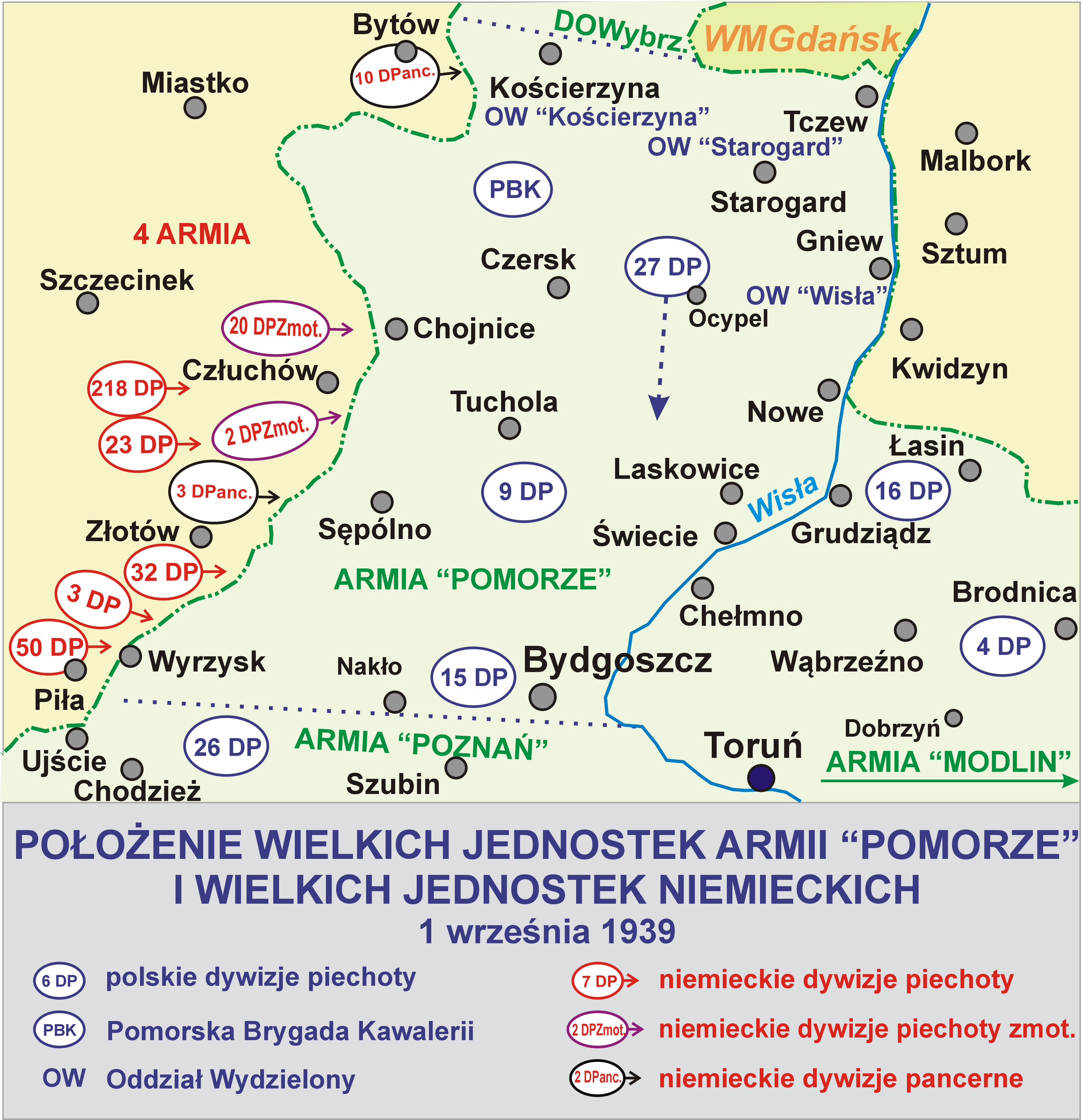
Pułk walczył w składzie 27 DP

### Mobilizacja
Mobilizacja 50 pp rozpoczęła się 14 sierpnia o godz. 00.00 w koszarach pułku w Kowlu i w Sarnach w ramach mobilizacji alarmowej w grupie „brązowej20” w czasie G2+30 zmobilizowano:
- kompanię km plot. typ B nr 23,
- kompanię km plot. typ B nr 24.

W ramach mobilizacji alarmowej w grupie „zielonej” zmobilizowano w Kowlu i Czerkasach:
- kompanię wartowniczą 2/23 batalionu wartowniczego, w czasie Z+24
- kompanię wartowniczą 3/23 batalionu wartowniczego, w czasie Z+24,

W ramach mobilizacji alarmowej w grupie „zielonej” w Sarnach:
- III batalion 50 pp, w czasie Z+18.

W ramach mobilizacji alarmowej w grupie „zielonej” w Kowlu:
- 50 pp (bez III/50 pp) na etatach wojennych, w czasie od Z+24 do Z+48,
- kompanię asystencyjną nr 21, w czasie Z+48
- kompanię asystencyjną nr 123, w czasie Z+50.

W ramach I rzutu mobilizacji powszechnej w czasie do 4 dnia mobilizacji
- batalion marszowy 50 pp[23].

Podczas mobilizacji pułk był formowany w składzie czterech batalionów, nie osiągnął on zakładanego stanu osobowego dla pułku piechoty z czterema batalionami, zabrakło ponad 200 szeregowych. Doszło do opóźnień w mobilizacji koni, do niektórych komisji konie i wozy wobec biernego oporu miejscowych chłopów, doprowadzali funkcjonariusze policji. 15 sierpnia I batalion celem kontynuowania mobilizacji przeszedł do wsi Dubowa, 6 kilometrów na północ od Kowla. 16 sierpnia skierowany został do Dubowa zmobilizowany II batalion pułku. 17 sierpnia we wsi Dubowa dokonano zaprzysiężenia obu batalionów, następnie na stacji kolejowej Moszczona oba bataliony załadowały się do transportów kolejowych. 18 sierpnia ze stacji kolejowej w Kowlu odjechały transportem kolejowym dowództwo pułku, pododdziały specjalne pułkowe oraz IV batalion. III batalion w Sarnach zmobilizował się w swoim garnizonie. 16 sierpnia żołnierze batalionu złożyli przysięgę wojskową. 17 sierpnia o godz. 6.00 batalion rozpoczął załadunek na stacji w Sarnach i odjechał do rejonu koncentracji 50 pp. 

#### Działania w ramach Korpusu Interwencyjnego
Transporty 50 pp kierowane były do stacji kolejowej Jaksice w pobliżu Inowrocławia na Kujawach. Pułk jechał trasą Brześć nad Bugiem, Czeremchę, Siedlce, Warszawę, Kutno, Toruń, Inowrocław. Transporty pułku docierały do Jaksic 19, 20 i 21 sierpnia. Po wyładowaniu się na stacji w Jaksicach poszczególne oddziały pułku odeszły na kwatery do pobliskich wsi: II/50 pp do majątku w pobliżu Złotnik Kujawskich, IV/50 pp w cukrowni i majątku Tuczno. Batalion ten prowadził dalsze czynności organizacyjne i zgrywanie pododdziałów. 50 pp wraz z macierzystą 27 Dywizją Piechoty wszedł w skład Korpusu Interwencyjnego przygotowanego do opanowania Wolnego Miasta Gdańska w przypadku puczu hitlerowskiego w mieście. 23 sierpnia wobec dalszego prowokującego zachowania się władz miejskich w Gdańsku, wobec Polski dokonano przegrupowania oddziałów Korpusu Interwencyjnego, w tym szczególnie 27 DP. 26 sierpnia na stacji kolejowej w Jaksicach załadowano 50 pp i przewieziono go w okolice Starogardu. Pułk został wyładowany na stacjach kolejowych Ocypel i Osieczno, skąd poszczególne bataliony pomaszerowały do okolicznych wsi i lasów na kwatery i biwaki. II/50 pp został skierowany na biwak do lasu nadleśnictwa Osieczno, 3 kilometry od stacji kolejowej. Dowództwo pułku, IV/50 pp i kompania zwiadu zakwaterowały się w miejscowości Osieczno. Bataliony I/50 pp i III/50 pp zakwaterowały się w rejonie Szlachta-Osówek. 31 sierpnia o godz. 20.00 dotarł do dowódcy Armii „Pomorze” rozkaz wydany przez Szefa Sztabu Naczelnego Wodza gen. bryg. Wacława Stachiewicza o wycofaniu z północnych krańców Borów Tucholskich oddziałów KI. Dowódca armii gen. dyw. Władysław Bortnowski nakazał powiadomić 27 DP, aby rozpoczęła wycofywanie się 1 września o godz.7.00. Rozkaz o rozwiązaniu KI i przydziale 27 DP do Armii „Pomorze” dotarł do dowództwa armii o godz. 8.50 1 września. Rozkaz o odwrocie z północnych krańców Borów Tucholskich w rejon Chełmna i Chełmży przez przeprawie w Fordonie dowództwo dywizji odebrało około godz. 9.00 1 września.

### Działania bojowe

#### Marsz z północnych krańców Borów Tucholskich
Niemiecki zmotoryzowany XIX Korpus Armijny (mot.) dowodzony przez Heinza Guderiana uderzył 1 września w kierunku na Sępólno i Pruszcz na ugrupowaną na szerokim froncie od Chojnic po Noteć (ok. 50 km) 9 Dywizję Piechoty. XIX KA (mot.) nacierał w kierunku na Świecie i Grudziądz, natomiast II KA na południe od niego w kierunku na Chełmno. Bardzo szybko czołowe oddziały pancerne wroga zdobyły most na Brdzie w Sokole – Kuźnicy, uchwyciły przyczółek na jej wschodnim brzegu otwierając sobie drogę na Świecie. 27 DP przystąpiła do realizacji rozkazu o godz. 10.00, dywizja podzielona na trzy kolumny podjęła marsz w kierunku Fordonu przez Bory Tucholskie. 50 pp maszerował jako kolumna zachodnia dywizji wraz z III dywizjonem i 10 samodzielną baterią 27 pułku artylerii lekkiej poprzez: Osieczno, Śliwice, Gacno Wielkie, Tleń, Lniano. Poszczególne bataliony rozpoczęły marsz od godz. 9.00, a cały pułk maszerował od godz. 11.00. Dowództwo Armii „Pomorze” postanowiło uderzeniem 9 DP od południa i 27 DP od północy zamknąć wyłom we froncie. Oddziały 27 DP zostały zawrócone z kierunku marszu do linii kolei Tczew – Laskowice. Dowódca 27 DP gen. bryg. Juliusz Drapella o godz. 12.30 otrzymał rozkaz od dowódcy Armii „Pomorze” objęcia dowództwa nad grupą uderzeniową w składzie 27 DP i 9 DP z zadaniem wyparcia zgrupowania niemieckiego w rejonie Sępolna za granicę państwa. W tym celu obie dywizje miały się zebrać w rejonie Bysław-Bysławek. Wykonano zmianę kierunku marszu, rano 2 września 50 pp po 18-20 godzinach marszu po leśnych drogach i bezdrożach Borów Tucholskich na odległość nie mniejszą jak 50 kilometrów znalazł się w rejonie Błądzim, Wierzchucin, wyczerpany fizycznie. W rezultacie tylko 50 pp znalazł się na kierunku Świekatowa w lesie Wierzchlas pod Błądzimiem. W nocy 1/2 września Niemcy wniknęli głęboko w obszar tyłowy Armii „Pomorze”, dochodząc do Świekatowa, a nawet do Wisły w rejonie Topolna. 

#### Bój pod Świekatowem
Pierwszym pododdziałem, który nawiązał kontakt bojowy był pluton kolarzy kompanii zwiadu 50 pp z niemiecką jednostką pancerną w rejonie stacji kolejowej Szewno. Wysłany po informacji, z plutonu kolarzy, że w rejonie Szewna jest niemiecka jednostka pancerna, pluton konny kompanii zwiadu w lesie w okolicach Bruchniewa przy skrzyżowaniu szosy z torem kolejowym na południe od Błądzimia, o godz. 8.00 wykrył niemiecką kolumnę pancerną, która poruszała się po drodze Sokole-Kuźnica-Bruchniewo-Świekatowo. Z tempa marszu niemieckiej kolumny pancernej wynikało, że w ciągu dnia może dojść do Wisły i odciąć 27 DP, 9 DP i całą Grupę Osłony „Czersk”. Dywersanci zniszczyli most kolejowy pod Serockiem. Wobec braku transportów kolejowych dla dywizji celem jej przewiezienia w okolice Bydgoszczy, dowódca 27 DP zmuszony został kierować się na Bydgoszcz marszem pieszym. Rozkaz dla dowódców pułków nakazywał przejść marszem ubezpieczonym w rejon północnego przedmościa bydgoskiego i zorganizowania tam obrony. Wschodnią kolumnę miały tworzyć główne siły dywizji, które miały maszerować po osi: Błądzim – Tuszyny – Łowin – Pruszcz Pomorski. Zachodnią kolumnę, która miała maszerować po osi: Trutnowo – Świekatowo – Serock – Wudzyń, miał stanowić 50 pp i III dywizjon haubic i 10 bateria armat 27 pal oraz pluton saperów z 27 batalionu saperów. Dowódca 50 pp ppłk dypl. Adam Werschner wobec stwierdzenia, że w rejonie Świekatowa jest już niemiecka jednostka pancerna, o godz. 9.30 wydał rozkaz do natarcia na Świekatowo. Do natarcia czołowego na Świekatowo wzdłuż toru kolejowego zostały wyznaczone I i III bataliony każdy z plutonem ppanc. wsparte III/27 pal. II batalion wsparty 10 baterią 27 pal miał prowadzić natarcie przez Zalesie Królewskie, las Świekatowo w kierunku Jania Góra obchodząc Świekatowo od zachodu. IV batalion wsparty plutonem artylerii piechoty stanowił odwód pułku na skraju lasu, na północ od wsi Trutnowo, z zadaniem wsparcia I i III batalionów pod Świekatowem lub II batalionu pod Bruchniewem. II/50 pp wyszedł do natarcia o godz.10.00, około godz. 11.00 w lesie Świekatowo natknął się na czołgi niemieckiego 6 pułku pancernego ze składu niemieckiej 3 Dywizji Pancernej. Po godzinnej walce z wciąż przybywającymi nowymi pododdziałami niemieckimi, atakującymi z obu skrzydeł II/50 pp wycofał się ze stratami, wśród poległych był kpt. Kazimierz Kowalik dowódca 10/27 pal. II/50 pp wycofał się na pozycje wyjściowe.  
O godz. 11.30 do natarcia wyruszyły I/50 pp i III/50 pp wraz z III/27pal. O godz. 14.00 bataliony ugrupowane w szyku schodów, dotarły do linii kolejowej Świecie-Tuchola, a III/27 pal rozwinął się w rejonie Lipienicy, gdzie zajął stanowiska ogniowe. Czołowy I/50 pp wyparł z przedpola niemieckie ubezpieczenia i przy wydatnym wsparciu współdziałającej z nim 7/27 pal strzelającej ogniem na wprost wyeliminował 6 niemieckich czołgów i wdarł się do Świekatowa, który wkrótce zdobył. Na I batalion w zdobytym Świekatowie wykonała silny ostrzał niemiecka artyleria, w wyniku czego kompanie batalionu poniosły duże straty i uległy zmieszaniu. Z uwagi na powyższe, dowódca I batalionu kpt. Adam Kuźnicki nakazał odwrót ze Świekatowa. Na wycofujący się I/50 pp i podchodzący pod Świekatowo III/50 pp, strona niemiecka przeprowadziła kontratak z użyciem dużej ilości czołgów z kierunku zachodniego, południowo zachodniego i lasu Świekatowo. Niemiecki kontratak czołgów na otwartej przestrzeni w rejonie skrzyżowania magistrali węglowej i linii kolejowej Świecie-Tuchola doprowadził do rozbicia obu batalionów 50 pp i 7/27 pal. W walce polegli dowódcy batalionów kpt. Adam Kuźnicki, ppłk Zdzisław Sieczkowski, dowódca III dywizjonu 27 pal mjr Izydor Wilkoński, dowódcy kompanii strzeleckich I batalionu por. Stanisław Hajdas, kpt. Włodzimierz Pasiecznicki, por. Tadeusz Pokropowicz. Podążające za rozbitymi I i III batalionami 50 pp i baterią 7/27 pal niemieckie czołgi. Zostały zatrzymane przez baterie 8 i 9 27 pal, które ogniem na wprost powstrzymały niemieckie uderzenie, Dowodził artylerzystami dowódca 8/27 pal por. Witold Przemycki, wśród poległych artylerzystów znalazł się dowódca 9/27 pal por. Stanisław Dąbek. Ostrzał z haubic na wprost umożliwił wycofanie się rozbitych batalionów 50 pp i artylerzystów z III/27 pal. 
Dowódca 50 pp ppłk dypl. Adam Werschner osobiście porządkował oba rozproszone bataliony. Około godz. 15.00, 50 pułk rozpoczął zajmowanie stanowisk obronnych w linii Trutnowo-jezioro Zaleskie-jezioro Szewieńskie. Poszczególne bataliony pułku rozwinęły się: na prawym skrzydle IV/50 pp, obsadzając Trutnowo na skraju lasu Nadleśnictwa Wierzchlas i Zalesie Królewskie przy jeziorze Zaleskim. Na przesmyku pomiędzy jeziorami Zaleskim i Szewieńskim obsadził w centrum II/50 pp, mając od strony jez. Zaleskiego reszki III/50 pp i od strony jez. Szewieńskiego resztki I/50 pp. W trakcie zajmowania stanowisk II/50 pp był nieskutecznie bombardowany przez lotnictwo niemieckie. O godz. 21.00 oddziały niemieckie zaatakowały 50 pp na przesmyku pomiędzy jeziorami. Szczególne ciężkie walki toczył I/50 pp ponosząc dalsze straty osobowe. Walki trwały do późnych godzin nocnych, szczególnego wsparcia udzielił III/27 pal.    
Dowódca 27 DP postanowił o zmroku wycofać swoje oddziały z walki i kierować je na Bydgoszcz lub też do przepraw na Wiśle pod Świeciem. Dowódca 50 pp w nocy zorientował się, że 27 DP odeszła z rejonu walk, a pułk nie otrzymał żadnego rozkazu i został pozostawiony samemu sobie. Udał się do dowództwa Grupy Operacyjnej „Czersk”, gdzie gen. bryg. Stanisław Grzmot-Skotnicki podporządkował 50 pp dowódcy 9 DP płk. Józefowi Werobejowi. Ok. godz. 3.00 3 września 50 pp otrzymał rozkaz płk Józefa Werobeja zajęcia rejonu Franciszkowa frontem obrony na południe.  

#### Próby wyjście z okrążenia
3 września od godz. 3.00 poszczególne bataliony podjęły odejście w kierunku szosy do Świecia wraz z batalionami maszerowały ocalałe trzy działony kompanii ppanc. czwarty ubezpieczał sformowanie kolumny marszowej 50 pp w rejonie Franciszkowa. Po zgrupowaniu się w rejonie Franciszkowa Pułk po świcie podjął marsz szosą w kierunku Świecia. Szosa była zatłoczona rozbitymi oddziałami, taborami i ludnością cywilną. Od pułku z niewiadomych przyczyn odłączyły się 6 i 10 kompanie strzeleckie, które prawdopodobnie samowolnie dołączyły do 35 pułku piechoty ppłk. dypl. Jana Maliszewskiego. W rejonie Świecia miała istnieć przeprawa pontonowa przez Wisłę. II/50 pp doszedł do Bramki bez 6 kompanii, część batalionu rozproszyły niemieckie naloty, pozostałość batalionu stoczyła w okolicach Bramki w godzinach popołudniowych walkę z oddziałami niemieckimi atakującymi ten rejon, gdzie poniósł dalsze straty w poległych i rannych. IV/50 pp podczas marszu na szosie w południe 3 września został zbombardowany i poniósł straty osobowe. Po dotarciu w okolice Bramki bez 10 kompanii strzeleckiej ponownie został zbombardowany przez lotnictwo niemieckie, w jego wyniku batalion rozproszył się. Pozostałości I/50 pp i III/50 pp oraz pododdziałów specjalnych pułkowych prowadziły walki w rejonie Franciszkowa, Bramki, Przysierska z oddziałami głównie niemieckiej 20 Dywizji Piechoty Zmotoryzowanej i 3 Dywizji Pancernej, w większości zostały rozbite i dostały się do niemieckiej niewoli. Wieczorem 3 września dowódca IV/50 pp kpt. Władysław Wiatr zebrał wokół resztek własnego batalionu większą grupę żołnierzy, z improwizowanym oddziałem podjął próbę przebicia się w kierunku północno wschodnim. Z uwagi na duże nasycenie terenu oddziałami niemieckimi podzielił oddział na mniejsze grupy, które w trakcie przedzierania dostały się do niemieckiej niewoli. W nieznanych okolicznościach do niewoli dostał się tez dowódca 50 pp ppłk dypl. Adam Weschner. 
Część żołnierzy pułku odeszła na północ w rejon Gródka i Jeżewa, gdzie spływały rozbite oddziały przechodząc pod dowództwo płk. Mikołaja Alikowa. Wieczorem postanowiono przebijać się do Grudziądza. Przed świtem 4 września wyruszono w kierunku na Jeżewo, gdzie odrzucono niemieckie czołgi. Na większe siły wroga natrafiono na terenie obozu ćwiczebnego „Grupa”, wskutek czego wywiązała się całodzienna walka. Koszary obozu ćwiczeń przechodziły trzykrotnie z rąk do rąk. Ostatecznie, wskutek kilkugodzinnego bombardowania lotnictwa niemieckiego, skapitulowano. Wielu żołnierzy zginęło i zostało rannych. Resztki oddziału uległy rozproszeniu, jednak większość dostała się do niewoli. 50 Pułk Strzelców Kresowych im. Francesco Nullo przestał istnieć jako jednostka bojowa.
Razem z 35 pp z okrążenia wyszły resztki 6 i 10 kompanii 50 pp w sile 50 żołnierzy. Maszerując dwa dni lasami w kierunku Bydgoszczy pułk przeszedł do Brdyujścia, które osiągnął rano 5 września. Przez Wisłę w okolicach Świecia udało się przeprawić grupie żołnierzy 50 pp pod dowództwem por. Juliana Cichockiego dowódcy 1 kompanii ckm 50 pp, z którą dotarł do Torunia. Obie te grupy zostały włączone w skład odtwarzanego 24 pułku piechoty 27 DP. Niektóre z odciętych oddziałów przez wiele dni jeszcze kluczyły po lasach unikając rozbicia przez nieprzyjaciela. M.in. 11 kompania 50 pp pod dowództwem ppor. Józefa Adamiaka, która dopiero 8 września uległa nad Brdą na północ od Bydgoszczy i tam dostała się do niemieckiej niewoli. Liczyła ona wówczas jeszcze 168 żołnierzy. 

### Oddział Zbierania Nadwyżek 50 pp
Po wyjeździe 50 pp na Kujawy i Pomorze w koszarach pułku w Kowlu pozostały nadwyżki pod dowództwem ppłk Józefa Kutyby I zastępcy dowódcy pułku. Z chwilą ogłoszenia mobilizacji powszechnej zgłosiło się do pułku ponad 100 oficerów oraz około 1500 szeregowych. Z nadwyżek zmobilizowano batalion marszowy 50 pp. Do Kowla koleją przybył oddział rezerwistów z koszar III batalionu w Sarnach. W dniach 5 i 6 września 1939 batalion marszowy 50 pp i Oddział Zbierania Nadwyżek 50 pp pod dowództwem mjr Piotra Kiełkowskiego przeszły do Włodzimierza Wołyńskiego, gdzie był mobilizowany Ośrodek Zapasowy 27 Dywizji Piechoty i weszły w jego skład. Po przybyciu do Włodzimierza, batalion marszowy 50 pp skierowano do okolicznych wsi OZN 50 pp głównie do koszar 23 pp we Włodzimierzu, gdzie na bazie ich sformowano kolejne bataliony piechoty pomiędzy 7 a 11 września. Ogółem z nadwyżek 50 pp w OZ 27 DP sformowano dalsze bataliony piechoty nie mniej niż dwa. Batalionem marszowym i dwoma batalionami piechoty OZ z 50 pp dowodzili mjr Stanisław Stawarz, mjr Piotr Kiełkowski i kpt. Wiktor Chmielewski. II zastępcą dowódcy OZ 13 DP został ppłk Józef Kutyba.
| Struktura organizacyjna i obsada personalna we wrześniu 1939 | Struktura organizacyjna i obsada personalna we wrześniu 1939 | Struktura organizacyjna i obsada personalna we wrześniu 1939 |
| Stanowisko etatowe                                           | Stopień, imię i nazwisko                                     | Uwagi                                                        |
| Dowództwo                                                    | Dowództwo                                                    | Dowództwo                                                    |
| ------------------------------------------------------------ | ------------------------------------------------------------ | ------------------------------------------------------------ |
| dowódca pułku                                                | ppłk dypl. Adam Werschner                                    |                                                              |
| I adiutant                                                   | kpt. Bolesław Gucma                                          |                                                              |
| II adiutant                                                  | ppor. rez. Roman Niklewicz                                   |                                                              |
| oficer łączności                                             | ppor. Józef Ukleja                                           |                                                              |
| oficer informacyjny                                          | ppor. Leon Sinicki                                           |                                                              |
| kwatermistrz                                                 | kpt. Aleksander Romotowski                                   |                                                              |
| oficer płatnik                                               | kpt. Rudolf Szpak                                            |                                                              |
| oficer żywnościowy                                           | chor. Wojciech Niemiec                                       |                                                              |
| naczelny lekarz                                              | kpt. dr. med. Władysław Sułek                                |                                                              |
| kapelan                                                      | NN                                                           |                                                              |
| dowódca kompanii gospodarczej                                | NN                                                           |                                                              |
| dowódca kompanii zwiadowczej                                 | NN                                                           |                                                              |
| dowódca plutonu konnego                                      | wachm. Stanisław Borkowski                                   |                                                              |
| dowódca plutonu kolarzy                                      | ppor. rez. Jan Mizerski                                      |                                                              |
| dowódca kompanii przeciwpancernej                            | por. Edward Zwoliński                                        |                                                              |
| dowódca plutonu artylerii piechoty                           | kpt. Rajmund Wincza                                          |                                                              |
| zastępca dowódcy plutonu art. piech.                         | ppor. rez. Lucjan Górny                                      |                                                              |
| dowódca plutonu przeciwgazowego                              | ppor. Józef Leon Bobiński                                    |                                                              |
| dowódca plutonu pionierów                                    | ppor. Henryk Banaszkiewicz                                   |                                                              |
| dowódca plutonu łączności                                    | NN                                                           |                                                              |
| I batalion                                                   |                                                              |                                                              |
| dowódca batalionu                                            | kpt. piech. Adam Kuźnicki                                    | †3 IX 1939 Gródek                                            |
| adiutant batalionu                                           | NN                                                           |                                                              |
| lekarz batalionu                                             | ppor. lek. med. Franciszek Mroczkowski                       |                                                              |
| dowódca plutonu łączności                                    | NN                                                           |                                                              |
| dowódca 1 kompanii strzeleckiej                              | por. Stanisław Hajdas                                        |                                                              |
| dowódca 2 kompanii strzeleckiej                              | kpt. Włodzimierz Pasiecznicki                                |                                                              |
| dowódca plutonu                                              | pchor. / ppor. piech. Zygmunt Królikowski                    | niemiecka niewola                                            |
| dowódca 3 kompanii strzeleckiej                              | por. Tadeusz Pokropowicz                                     |                                                              |
| dowódca 1 kompanii ckm                                       | por. Julian Cichocki                                         |                                                              |
| dowódca I plutonu                                            | ppor. rez. Szymański                                         |                                                              |
| dowódca II plutonu                                           | ppor. rez. Mieczysław Plecan                                 |                                                              |
| dowódca III plutonu                                          | NN                                                           |                                                              |
| dowódca IV plutonu (taczanki)                                | NN                                                           |                                                              |
| dowódca plutonu moździerzy                                   | ppor. rez. Bronisław Szymański                               |                                                              |
| II batalion                                                  |                                                              |                                                              |
| dowódca batalionu                                            | kpt. Zdzisław Szafran                                        |                                                              |
| adiutant batalionu                                           | NN                                                           |                                                              |
| dowódca plutonu łączności                                    | ppor. Julian Sado                                            |                                                              |
| dowódca 4 kompanii strzeleckiej                              | por. Józef Remigiusz Skwierczyński                           |                                                              |
| dowódca 5 kompanii strzeleckiej                              | ppor. Marian Fąferek                                         |                                                              |
| dowódca I plutonu                                            | ppor. rez. Hipolit Korona                                    |                                                              |
| dowódca II plutonu                                           | ppor. rez. Zygmunt Szwed                                     |                                                              |
| dowódca III plutonu                                          | ppor. Jan Łukianiec                                          |                                                              |
| dowódca 6 kompanii strzeleckiej                              | ppor. Zbigniew Tadeusz Pająk                                 |                                                              |
| dowódca 2 kompanii ckm                                       | kpt. Zdzisław Wiktor Kuczyński                               |                                                              |
| dowódca III plutonu                                          | plut. pchor. Konstanty Łukasiewicz                           |                                                              |
| dowódca IV plutonu (taczanki)                                | ppor. Józef Jóźwiak                                          |                                                              |
| III batalion                                                 |                                                              |                                                              |
| dowódca batalionu                                            | ppłk Zdzisław Sieczkowski                                    |                                                              |
| adiutant batalionu                                           | por. Leon Oska                                               |                                                              |
| dowódca plutonu łączności                                    | NN                                                           |                                                              |
| dowódca 7 kompanii strzeleckiej                              | por. Alojzy Kuta, kpt. Alfred Ulrich                         |                                                              |
| dowódca 8 kompanii strzeleckiej                              | por. Kazimierz Marian Nowak                                  |                                                              |
| dowódca 9 kompanii strzeleckiej                              | por. Marian Bauer                                            |                                                              |
| dowódca 3 kompanii ckm                                       | por. Jerzy Kiciński                                          |                                                              |
| IV batalion                                                  |                                                              |                                                              |
| dowódca batalionu                                            | kpt. Władysław Wiatr                                         |                                                              |
| adiutant batalionu                                           | NN                                                           |                                                              |
| dowódca 10 kompanii strzeleckiej                             | por. Witold Zalewski                                         |                                                              |
| dowódca 11 kompanii strzeleckiej                             | por. Józef Adamiak                                           |                                                              |
| dowódca 12 kompanii strzeleckiej                             | por. Piotr Sudnik                                            |                                                              |
| dowódca 4 kompanii km i br. tow.                             | por. Kazimierz Głąb                                          |                                                              |
| dowódca plutonu moździerzy                                   | ppor. Ryszard Stanisław Rutkowski                            |                                                              |

## Akcja „Burza”
W styczniu 1944 roku w składzie 27 Wołyńskiej Dywizji Piechoty Armii Krajowej utworzono 50 pułk piechoty AK. Pułk zorganizowano na bazie oddziałów partyzanckich działających od 1943 roku w środkowej części Wołynia. Ich zadaniem była ochrona ludności polskiej zagrożonej ze strony nacjonalistów ukraińskich (UPA). Dowódcą Pułku został mjr Jan Szatowski „Kowal”, a baonami dowodzili: por. Michał Fijałka „Sokół” (I/50 pp); por. Władysław Czermiński „Jastrząb” (II/50 pp); por. Zbigniew Twardy „Trzask” (III/50 pp). Pułk wziął udział w Akcji „Burza” na Wołyniu, Polesiu i Lubelszczyźnie, trzykrotnie wyrywając się z zamkniętych już pierścieni niemieckiego okrążenia. Przeszedłszy ponad 500-kilometrowy szlak bojowy, zadając nieprzyjacielowi dotkliwe straty, został podstępnie rozbrojony przez Rosjan 25 lipca 1944 roku w rejonie Skrobowa.

## Symbole pułkowe

### Sztandary
Pierwszą chorągiew ufundowaną we Włoszech przez społeczeństwo Bergamo i Mediolanu pułk otrzymał w lutym 1919 (został zdeponowany w Muzeum WP przed wojną).
4 października 1925 roku dowódca Okręgu Korpusu Nr II generał dywizji Jan Romer wręczył pułkowi chorągiew ufundowaną przez społeczeństwo miasta Kowla. Od 28 stycznia 1938 roku chorągiew pułkowa zaczęła być oficjalnie nazywana sztandarem.
Na sztandarze widnieją na daty i nazwy miejsc stoczonych najcięższych walk, daty powstania pułku i powrotu do kraju, wreszcie herby miast królestwa włoskiego i miasta Bergamo, skąd pochodził pułkownik Francesco Nullo, oraz herby Kowla i Wołynia. Sztandar zakopano w rejonie walk 3 września 1939 w obliczu zagłady pułku i przypadkowo został odnaleziony na pobojowisku w 1947 w miejscowości Stare Marzy (pow. świecki) – znajduje się obecnie w Muzeum Wojska Polskiego.
Trzeci sztandar (proporzec) został wręczony w marcu 1944 przez mieszkańców Kowla III baonowi 50 pp AK. Zaginął przy przekraczaniu torów pod Jagodzinem, podczas przebijania się z okrążenia 20 kwietnia 1944.
W uznaniu czynów niezwykłego męstwa w okresie drugiej wojny światowej, na wniosek Kapituły Orderu Wojennego Virtuti Militari Dekretem 11 listopada 1968, 50 pułkowi piechoty im. Francesco Nullo Armii Krajowej został nadany Krzyż Srebrny Orderu Wojennego Virtuti Militari.

### Odznaka pamiątkowa
18 maja 1929 roku Minister Spraw Wojskowych Józef Piłsudski zatwierdził wzór i regulamin odznaki pamiątkowej 50 pułku piechoty. Odznaka o wymiarach 40x40 mm ma kształt krzyża o zaokrąglonych końcach ramion, pokrytego białą emalią ze złotą krawędzią. Na ramionach krzyża nałożone srebrne godło państwowe wz. 1927, wpisane imię patrona „FRANCESCO NULLO”, poniżej herb Włoch. Na środku krzyża, na okrągłej tarczy emaliowanej żłobkowo na czerwono wpisany numer „50”. Pola między ramionami krzyża wypełniają wiązki po 5 promieni. Odznaka oficerska, jednoczęściowa, wykonana w srebrze, emaliowana. Na rewersie próba srebra, imiennik AN i nazwisko grawera „NAGALSKI i SKA”. Autorem projektu odznaki był Zdzisław Kuczyński.

## Strzelcy kresowi
Dowódcy pułku
- por. Stefan Kluczyński (27 XII 1918 – 22 II 1919)
- ppłk armii francuskiej Badbedat (22 II 1919 – 16 IV 1919)
- ppłk armii francuskiej Micanel (16 IV 1919 – 3 V 1919)
- ppłk armii francuskiej Bosquet (3 V 1919 – 1 IX 1919)
- płk Adolf Paqualen (1 IX 1919 – 29 V 1920)
- mjr Zygmunt Polak (29 V – 11 VIII 1920)
- ppłk Rudolf Siwy (11 VIII 1920 – 21 VI 1921)
- płk Stanisław Tołpyho (1921 – 29 VI 1924 → komendant Obozu Warownego „Równe”[57])
- ppłk piech. Józef Kowzan (29 VI – 5 VIII 1924)
- ppłk / płk piech. Stanisław Jaxa-Rożen (5 VIII 1924[58] – 20 II 1928 → członek Oficerskiego Trybunału Orzekającego)
- ppłk / płk piech. Józef Liwacz (20 II 1928[59] – 1937)
- ppłk dypl. Adam Werschner (30 VII 1937 – 3 IX 1939)
- mjr piech. Jan Szatowski ps. „Kowal” (1944)

Zastępcy dowódcy pułku
- ppłk piech. Romuald Kwiatkowski (od 10 VII 1922)
- mjr / ppłk piech. Leopold Bracharz[h] (1 X 1922[63] – 31 VIII 1926)
- ppłk piech. Adam I Lipiński (od 11 X 1926[64] – 1927 → oficer placu Stanisławów[65])
- mjr piech. Józef Kozieradzki (23 V 1927[66] – XI 1928 → dowódca baonu podchorążych rezerwy piechoty nr 2[67])
- ppłk dypl. piech. Witold Stankiewicz (XI 1928 – 6 VII 1929 → delegat SG przy Dyrekcji PKP w Wilnie[68])
- ppłk piech. Aleksander Stawarz (23 VIII 1929 – 23 III 1932 → zastępca dowódcy 3 pspodh[69])
- ppłk dypl. Lucjan Karol Janiszewski (23 III 1932 – 26 I 1934 → dowódca pułku KOP „Głębokie”[70])
- ppłk dypl. piech. Franciszek Węgrzyn (VI 1934 – 1937 → szef sztabu KOP)
- ppłk piech. Józef Kutyba (III – IX 1939)

II zastępca (kwatermistrz)
- mjr piech. Piotr Kiełkowski (od VIII 1935[71])

### Obsada personalna 15 marca 1944
- dowódca pułku – mjr Jan Szatowski „Kowal"
- dowódca I batalionu – por. Michał Fijałka „Sokół"
- dowódca 1 kompanii – por. Stanisław Kądzielawa „Kania"
- dowódca 2 kompanii – por. Zbigniew Ścibor-Rylski „Motyl"
- dowódca II batalionu – por. Władysław Czermiński „Jastrząb"
- dowódca 4 kompanii – ppor. Józef Jażdżewski „Rybitwa"
- dowódca 5 kompanii – por. Hieronim Kita „Wir"
- dowódca 6 kompanii – ppor. NN „Mściwój"
- dowódca III batalionu – por. Zbigniew Twardy „Trzask"
- dowódca 7 kompanii – ppor. Marian Moczulski „Jaszczur"
- dowódca 8 kompanii – ppor. Mikołaj Bałysz „Zagłoba” (od 20 marca – ppor. N Michałowski „ Olszyna”)
- dowódca 9 kompanii – ppor. Stanisław Kurzydłowski „Jurek” (od 16 kwietnia – ppor. Stanisław Mróz „Borsuk”)

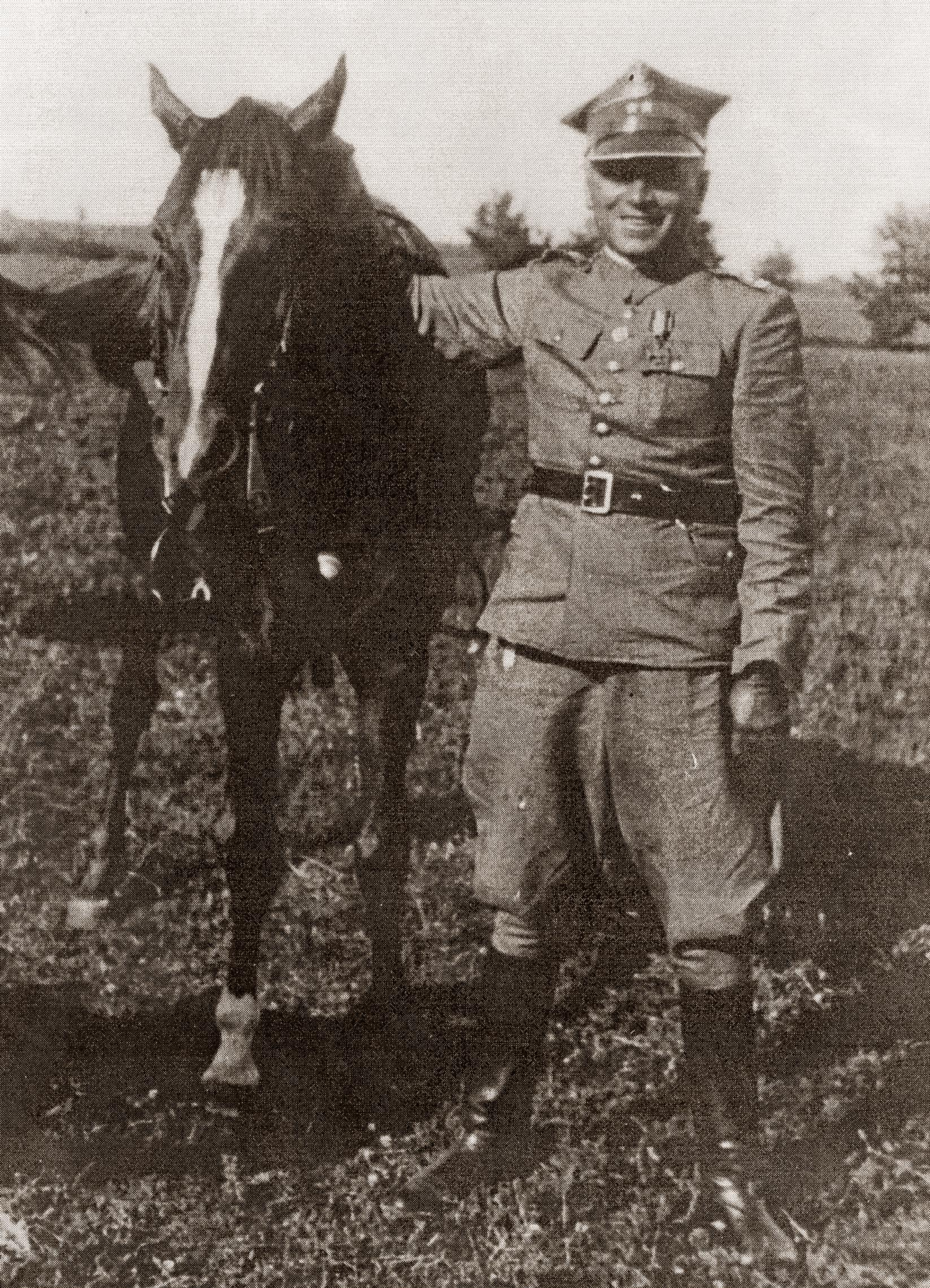
ppłk Zdzisław Sieczkowski
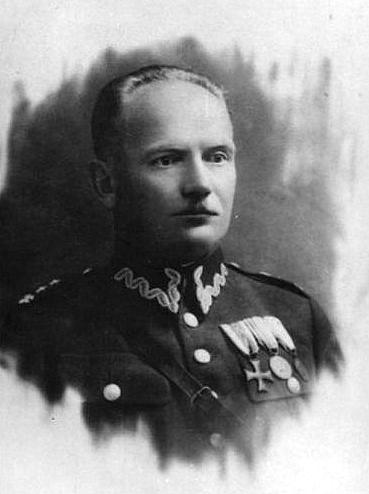
Stefan Stolarz
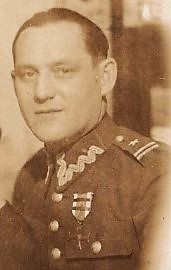
Walerian Orłowski
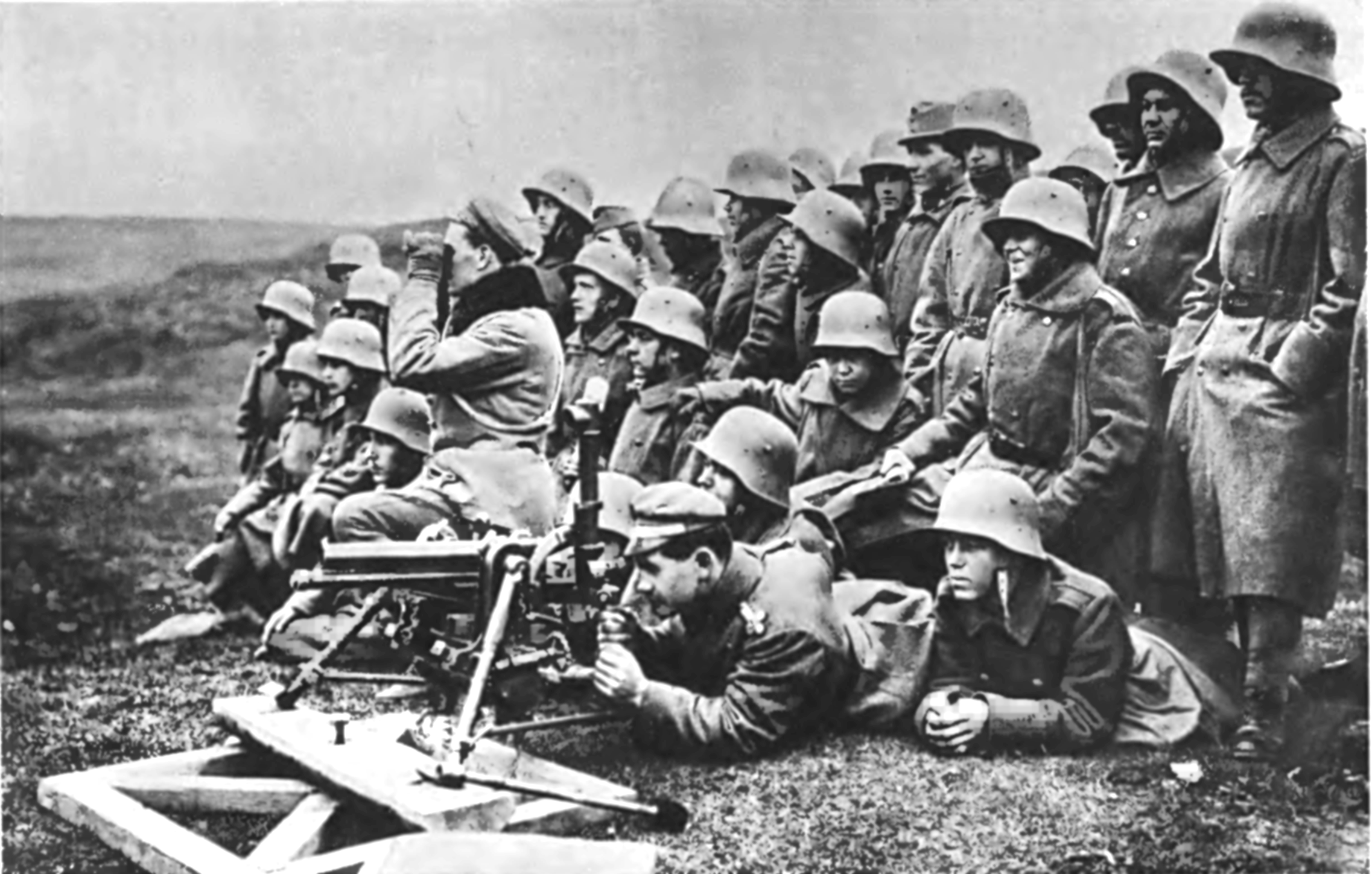
Aleksander Stawarz w czasie służby w Polskim Korpusie Posiłkowym (w stopniu podporucznika przy granatniku)
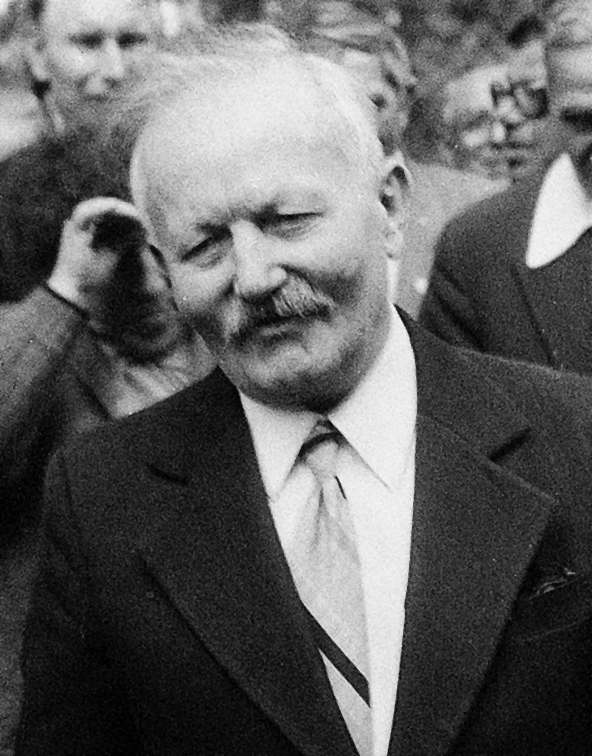
Jan Szatowski (zdjęcie późniejsze)

### Żołnierze pułku – ofiary zbrodni katyńskiej
Biogramy ofiar zbrodni katyńskiej znajdują się między innymi w bazach udostępnionych przez Ministerstwo Kultury i Dziedzictwa Narodowego oraz Muzeum Katyńskie.
| Nazwisko i imię              | stopień    | zawód                | miejsce pracy przed mobilizacją      | zamordowany |
| ---------------------------- | ---------- | -------------------- | ------------------------------------ | ----------- |
| Adamczyk Jan                 | kpt. rez.  |                      | osadnik wojskowy                     | Charków     |
| Alpiński vel Sołowicki Roman | ppor. rez. |                      |                                      | Katyń       |
| Antoniak Stanisław           | ppor. rez. | student              |                                      | Katyń       |
| Augustynowicz Kazimierz      | ppor. rez. |                      |                                      | Katyń       |
| Bakinowski Janusz            | por. rez.  | urzędnik             | Izba Skarbowa w Wilnie               | Charków     |
| Bienia Jan                   | por. rez.  | nauczyciel           |                                      | Katyń       |
| Bieńkowski Leonard           | ppor. rez. | nauczyciel           | Szkoła w Okopach                     | Katyń       |
| Blady Kazimierz              | ppor. rez. | lekarz               |                                      | Charków     |
| Boratyński Walerian          | ppor. rez. | nauczyciel           | szkoła w Zaleszczykach               | Katyń       |
| Bydliński Stefan Marian      | kapitan    | żołnierz zawodowy    | oficer mobilizacyjny 50 pp           | ULK         |
| Chmielewski Wiktor           | kapitan    | żołnierz zawodowy    | zastępca oficera mob. 50 pp          | Katyń       |
| Czajkowski Hieronim          | ppor. rez. | nauczyciel           | kier. szkoły w Kopaczówce            | Katyń       |
| Dyja Kazimierz               | por. rez.  | technik budowlany    | Starostwo w Kowlu                    | Katyń       |
| Feiner Franciszek            | ppor. rez. | nauczyciel           | szkoła we Włodzimierzu Woł.          | Charków     |
| Jahn Bronisław               | ppor. rez. | kolejarz             | PKP w Sanoku                         | Charków     |
| Kalinowski Marian            | ppor. rez. | nauczyciel           | Służba Więzienna                     | Charków     |
| Komendecki Jan Szymon        | ppor. rez. |                      |                                      | Katyń       |
| Korfman Józef                | por. rez.  | nauczyciel           | kier. szkoły w Nowej Dąbrowie        | ULK         |
| Kurzeja Tadeusz              | ppor. rez. | nauczyciel           | Inspektorat Szkolny w Kamieniu Kosz. | Katyń       |
| Kutyba Józef Feliks          | ppłk       | żołnierz zawodowy    | zastępca dowódcy 50 pp               | Katyń       |
| Lipski Tadeusz               | ppor. rez. | inżynier leśnictwa   |                                      | Katyń       |
| Łańcucki Włodzimierz         | ppor. rez. | nauczyciel           | szkoła w Łyczynach                   | Katyń       |
| Malinowski Władysław         | ppor. rez. | nauczyciel           | szkoła w Sokołowie Podl.?            | Katyń       |
| Marczewski Grzegorz          | ppor. rez. | urzędnik             |                                      | ULK         |
| Mazur Władysław              | ppor. rez. | nauczyciel           | szkoła powszechna                    | Charków     |
| Megiel Władysław             | por. rez.  | nauczyciel           | szkoła powszechna                    | Charków     |
| Mielecki Stanisław           | kapitan    | żołnierz zawodowy    | 50 kompania wartownicza „Czerkasy”   | Katyń       |
| Morszczyzna Edward           | ppor. rez. | inżynier architekt   |                                      | Katyń       |
| Mucha Brunon Bronisław       | ppor. rez. | nauczyciel           | szkoła w pow. sarneńskim             | Katyń       |
| Nowicki Tadeusz              | por. rez.  | pracownik SGGW       | Min. Rolnictwa i Reform Rolnych      | Katyń       |
| Ochocki Mieczysław           | ppor. rez. | urzędnik             | inspektor powiatowy w Sarnach        | Katyń       |
| Orłowski Józef               | ppor. rez. | urzędnik samorządowy |                                      | ULK         |
| Pilarczyk Zygmunt            | ppor. rez. | nauczyciel           |                                      | Katyń       |
| Pióro Konstanty              | ppor. rez. | inżynier leśnictwa   | Zarząd Puszczy Białowieskiej         | Katyń       |
| Piszcz Stanisław             | ppor. rez. | nauczyciel           | kier. szkoły w Zapolu                | Katyń       |
| Pobratyn Józef               | ppor. rez. | nauczyciel           | szkoła powszechna                    | Katyń       |
| Potrykus Jan                 | ppor. rez. | nauczyciel           | szkoła w Borowinie                   | Katyń       |
| Postuła Józef                | ppor. rez. | nauczyciel           |                                      | Charków     |
| Raczkowski Bogusław          | ppor. rez. | nauczyciel           | Gimnazjum w Horchowie                | Charków     |
| Romański Adam                | kapitan    | żołnierz zawodowy    | pomocnik dcy III/50 pp ds. gosp.     | ULK         |
| Rzepa Józef                  | ppor. rez. | technik leśnik       | Lasy Państwowe ok. Sarn              | Charków     |
| Szwantner Józef              | ppor. rez. | prawnik              |                                      | Katyń       |
| Tuleja Tadeusz               | ppor. rez. | nauczyciel           | szkoła w Obłapach                    | Katyń       |
| Wolski Bolesław Józef        | ppor. rez. | prawnik              | folwark Ganowszczyzna                | Katyń       |
| Zając Stanisław              | ppor. rez. | urzędnik             | Urząd Skarbowy w Sarnach             | Katyń       |